# Политика северозападних територија
Политика северозападних територија укључује не само управљање северозападним територијама већ и друштвена, економска и политичка питања специфична за ту територију. Ово укључује питања која се односе на локалну управу и управљање од стране савезне владе Канаде, укључивање абориџинског становништва у територијална питања и питање службених језика за територију.
Кључне за политику и управљање северозападним територијама су ограничења јурисдикције територијалне владе. Територије Канаде немају инхерентну јурисдикцију и имају само она овлашћења која им је делегирала савезна влада.
  Деволуција и делегирање власти на територију је одувек био фактор у политици територије.
Карактеристично обележје политике на северозападним територијама је да функционише као под системом „владе консензуса“. Кандидати за изборе у територијално законодавство не кандидују се као чланови политичке странке. Док неки кандидати могу изразити припадност или чланство у некој странци, чланство странке није признато у законодавству. Као резултат тога, чланови законодавне скупштине бирају премијера тајним гласањем, а не на основу партијске припадности.
Локална управа је дуготрајно питање на територији. Ово укључује не само губитак локалне власти у периоду од 1905. до 1951. године, када је Отава потврдила директну контролу над управљањем територијом, већ и сродна питања самоуправе абориџина и потраживања земље. Ово последње питање је делимично довело до поделе територије на северозападне територије и Нунавут.
Језик је такође дуготрајно питање у политици северозападне територије. Француски је постао званични језик, заједно са енглеским, 1877. године. То је довело до жестоких дебата у територијалној скупштини и успостављања енглеског као јединог службеног језика све док притисак савезне владе 1980-их није довео до укључивања француског као службени језик, али и девет абориџинских језика.